# ديفيد هايز (موزع)
ديفيد هايز (بالإنجليزية: David Hayes)‏ هو موزع أمريكي، ولد في 15 مايو 1963.